# Región de Tigray
La región de Tigray o Tigré (del amhárico: ትግራይ ክልል) Təgray) es la más septentrional de las diez regiones étnicas (o kililoch) de Etiopía. Anteriormente se la conocía como la Región 1. Es la tierra de la etnia tigray, su capital es Mekele. Limita al norte con Eritrea (independiente de Etiopía desde 1993), al oeste con Sudán (estado de Al Qadarif), al este con la región de Afar, y al sur con la región de Amhara.

## Historia
La región Tigray fue establecida en 1995, como una de las 9 regiones o estados étnicamente diferenciados, denominados kililoch, de acuerdo al ordenamiento político-administrativo del país. El sistema de kililoch se organiza sobre la base de la pertenencia étnica de la mayoría de la población, y fue integrado como principio en la nueva constitución luego de la descomposición de la República Democrática Popular de Etiopía.
Tras la conclusión de la Guerra Civil etíope, aunque el resto de Etiopía pensaba que el área que se convirtió en la región de Tigray era beneficiaria de enormes fondos de un gobierno del Frente Democrático Revolucionario del Pueblo Etíope (EPRDF) dominado por compañeros tigrayanos, en realidad los beneficiarios son en su mayoría miembros del Frente de Liberación del Pueblo de Tigray (TPLF). John Young, que visitó el área varias veces a principios de la década de 1990, atribuye esta demora en parte a "la restricción presupuestaria central, el reajuste estructural y la falta de conciencia de los burócratas del gobierno en Addis Abeba sobre las condiciones en la provincia", pero señala que "igualmente un obstáculo significativo fue planteado por una burocracia central arraigada y en gran parte dominada por Amhara, que usó su poder para impedir que los fondos autorizados por el gobierno llegaran a Tigray". Al mismo tiempo, surgió una creciente clase media urbana de comerciantes, empresarios y funcionarios gubernamentales que desconfiaba y distaba del victorioso EPRDF. El partido gobernante intentó abordar estos desafíos en foros con sus críticos de clase media, así como mediante el establecimiento de una serie de organizaciones benéficas no gubernamentales controladas por el EPRDF, incluido el Fondo de Dotación para la Rehabilitación de Tigray, la Sociedad de Socorro de Tigray, y la Asociación para el desarrollo de Tigray.
En 1998, estalló la guerra entre Eritrea y Etiopía por una parte del territorio que había sido administrado como parte de Tigray, que incluía la ciudad de Badme. Tras una decisión de las Naciones Unidas en 2002, gran parte de esta tierra fue otorgada a Eritrea, pero hasta ahora Etiopía se ha negado a implementar la decisión final y vinculante, y como resultado las relaciones con Eritrea fueron muy tensas. De 1991 a 2001, el presidente de Tigray fue Gebru Asrat.
De 2001 a 2010 el presidente fue Tsegay Berhe. Tras las elecciones regionales de Tigray de 2020, en noviembre de 2020, la región entró en conflicto con el gobierno federal de Etiopía, y se produjeron ataques a la vecina Eritrea. El Ejército Etíope proclamó su victoria sobre los rebeldes pero el conflicto se extendió. En 2022 se reportaron bombardeos de la aviación etíope sobre la capital de Tigray.

## Geografía

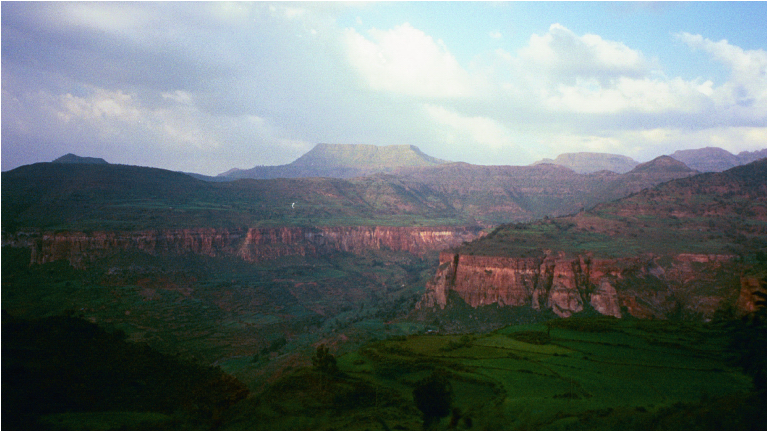
Un cañón al oeste de Adigrat, Tigray septentrional.

### Montañas principales
- Ferrah Imba, 3939 metros, cumbre del macizo Tsibet en el woreda Endamekoni (12 ° 50′34 ″ N 39 ° 31′03 ″ E), y el pico más alto de Tigray
- Imba Alaje, 3438 metros, en el woreda Alaje (12 ° 59′39 ″ N 39 ° 30′13 ″ E)
- Mugulat, 3263 metros, en el woreda de Ganta Afeshum (14 ° 16'N 39 ° 25'E); una de sus estribaciones está atravesada por el túnel de pie de Siqurto
- Mesetas superiores del Atsbi Horst a 3057 metros en el woreda Atsbi Wenberta(14 ° 03′N 39 ° 43′E)
- Imba Tsion, 2917 metros, en el woreda Hawzen (14 ° 06′N 39 ° 26′E)
- Ekli Imba, 2799 metros, cumbre del macizo de Arebay en el woreda Degua Tembien (13 ° 43′N 39 ° 16′E)
- Imba Aradom - a veces transcrito como Amba Aradam, 2756 metros, en el woreda Hintalo Wajirat  (13 ° 20′N 39 ° 31′E)
- Soloda, 2436 metros, en Adwa woreda (14 ° 11'N 38 ° 54'E)
- Imba Neway, 2388 metros, en Abergele (woreda) (13 ° 16'N 38 ° 57'E)

## Demografía
De acuerdo al censo de población, realizado por la Agencia Central de Estadística de Etiopía en 2007, la región Tigray tenía una población total estimada de 4 314 456 personas, de las cuales 2 124 853 eran hombres, y 2 189 603 mujeres. Con una superficie estimada de 50 078,64 kilómetros cuadrados, la región posee una densidad estimada de 86,15 personas por kilómetro cuadrado. La región posee un volumen aproximado de 985 654 casas, con un promedio de 4,4 personas por casa.
El grupo étnico predominante en la región es el tigré (96.5 %) con presencia de otros grupos como los amhara (1,63 %), los saho (0,71 %), los afar (0,29 %), los agaw (0,19 %), oromo (0,17 %) y los kunama (0,07 %). Además, el 95,6 % de la población profesa la religión cristiana copta etíope, el 4,0 % es musulmán, el 0,4 % es católico y el 0,1 % es pentay (cristiano protestante etíope).
La población urbana de la región alcanza a los 842 723, que equivale al 19.53 % del total de población.

### Principales ciudades
Las principales ciudades de Tigray son:
- Mekele
- Adigrat
- Axum
- Alamata
- Inda Selassie
- Adua
- Maychew
- Korem
- Wukro
- Humera
- Abi Adi
- Hawzen

## Partidos políticos
El principal partido es el Frente de Liberación Popular de Tigray, que se formó con apoyo de Frente Popular de Liberación de Eritrea y acabó tomando el poder en Etiopía luego de la caída del régimen de Mengistu Haile Mariam. Inicialmente un partido nacionalista, creó diferentes partidos nacionalistas para los diversos estados y pueblos, y con el control de los mismos ejerce la hegemonía en Etiopía. Poco después de la toma del poder reconoció la independencia de Eritrea.
La Bandera del Estado tiene una ligera modificación en la posición de la estrella, la que utilizó el Frente de Liberación de Tigray en los años de lucha armada.